# Albrecht Schmidt (Chemiker)
Albrecht Karl Schmidt (* 3. Juli 1864 in Grevenbrück, Westfalen; † 27. Mai 1945 in Remscheid) war ein deutscher Chemiker.

## Leben
Albrecht Schmidt, Sohn des Hüttendirektors sowie Regierungsrats Dr. phil. Karl Schmidt (1831–1906) sowie der Bertha, geborene Dieckerhoff (1832–1908), Abiturient am Ludwig-Georgs-Gymnasium in Darmstadt, widmete sich nach Ableisten seines Militärdienstes als Einjährig-Freiwilliger den Studien der Chemie, Physik sowie Mineralogie am Polytechnikum Darmstadt, an der Ruprecht-Karls-Universität Heidelberg sowie an der Universität Straßburg, dort erwarb er 1887 den akademischen Grad eines Dr. phil.
Nach einer Assistententätigkeit bei Rudolph Fittig in Straßburg gründete Albrecht Schmidt 1888 das wissenschaftliche Laboratorium der Chemischen Fabrik Schering in Berlin, dessen Leitung er übernahm. Nach Differenzen wechselte er 1898 zur Farbwerke Hoechst AG vormals Meister Lucius & Brüning nach Frankfurt am Main. 1916 wurde Schmidt stellvertretendes Vorstandsmitglied der Hoechst AG. Während des Ersten Weltkrieges befasste sich Schmidt mit der Erzeugung von künstlichem Nebel insbesondere für die Marine sowie mit der Herstellung von Gaskampfstoffen. 1925 wurde Schmidt zum ordentlichen Vorstandsmitglied der IG Farbenindustrie AG berufen, 1931 wurde er in den Ruhestand verabschiedet. Zusätzlich füllte er seit 1917 eine Honorarprofessur an der Universität Frankfurt am Main aus.
Albrecht Schmidt, dem Ehrgeiz sowie Geltungsbedürfnis nachgesagt wurde, trat im Frühjahr 1933 der NSDAP (Mitgliedsnummer 1.830.078), im März 1938 auch der SS (Mitgliedsnummer 327.474) bei. Eine seit 1937 in der NS-Gauleitung Hessen-Nassau ausgeübte ehrenamtliche Tätigkeit als Berater für Wirtschafts- und Hochschulfragen führte 1939, inzwischen 75 Jahre alt, zu seiner Ernennung zum SS-Obersturmbannführer sowie 1944 zu seinem 80. Geburtstag zum SS-Brigadeführer durch Heinrich Himmler. Er beriet Gauleiter Jakob Sprenger bei der Besetzung von Chemielehrstühlen in seinem Gau. Schmidt stimmte nur partiell der nationalsozialistischen Politik zu und zeigte sich insbesondere von den Gewaltexzessen befremdet. Dennoch unterstütze er das Regime, wohl auch wegen seiner persönlichen Nähe zu Funktionären der Nationalsozialisten.
Schmidt, der seit 1895 mit der aus Brasilien stammenden Plantagenbesitzerstochter Carlota Maria geborene Brune (1875–1965) verheiratet war, mit der er vier Kinder hatte, verstarb 1945 im Alter von 80 Jahren in Remscheid. Der Sohn Helmut Schmidt war ein Chirurg und Professor für Chirurgie. Die Tochter Irma war seit März 1923 mit Wilhelm Köhler verheiratet.

## Ehrungen
Albrecht Schmidt, der insbesondere durch die Erfindungen der künstlichen Nebelmasse sowie der Schiffsvernebelung hervortrat, wurde mehrfach ausgezeichnet, darunter durch das Ehrendoktorat der TH Braunschweig, die Ehrensenatorschaften der Landwirtschaftlichen Hochschule Berlin sowie 1944 der TH Darmstadt, die Ehrenbürgerschaft der Universität Frankfurt am Main, 1939 die Goethe-Medaille für Kunst und Wissenschaft, das Offizierskreuz des Franz-Joseph-Ordens sowie die Mitgliedschaften in der Deutschen Chemischen Gesellschaft und in der Bunsen-Gesellschaft. Bereits 1941 erhielt er den Totenkopfring der SS.

## Schriften
- Einwirkung von Butyraldehyd auf bernsteinsaures Natrium bei Gegenwart von Essigsäure-Anhydrid, Inaugural-Dissertation der Kaiser-Wilhelms-Universität Strassburg zur Erlangung der Doctorwürde, Druck Heitz, Straßburg, 1887.
- Mit Kurt Fischbeck: Die industrielle Chemie in ihrer Bedeutung im Weltbild und Erinnerungen an ihren Aufbau: nach 25 Vorlesungen an der Johann Wolfgang Goethe-Universität, Frankfurt am Main, 2. te Auflage, W. de Gruyter & Co., 1943.